# Одежкин, Николай Максимович
Одежкин Николай Максимович (14 ноября 1900 года — 21 октября 1964) — выдающийся хакасский врач-офтальмолог, основоположник офтальмологической службы Хакасии, посвятивший свою жизнь борьбе с трахомой. Заслуженный врач РСФСР (1958), награждён орденом Трудового Красного Знамени (1961).
Окончил курсы бухгалтеров-счетоводов в Минусинске (1917), курсы для внешкольных работников при Красноярском институте народного образования (1922), рабфак Иркутского института народного образования, Томский медицинский институт (1931).
Заведовал Аскизским районным здравотделом (1931—1941), организовал обследование население на трахому в Аскизском, Бейском, Таштыпском, Усть-Абаканском районах: в 1933 выявлено и пролечено 1189 больных, прооперировано — 41; в 1936 число пролеченных трахоматозных больных — около 8 тысяч.
Призван в армию как кадровый медицинский офицер, назначен начальником эвакогоспиталя № 987, служил в Канске (1941—1942). Начальник глазного отделения военного госпиталя НКВД в Таллине (1945). Окулист Абаканской городской больницы (1946—1948), главный врач областного противотрахоматозного диспансера (1948—1964).
В 1980 году Хакасской республиканской офтальмологической больнице (сейчас — Республиканская клиническая офтальмологическая больница им. Н. М. Одежкина) присвоено имя Николая Максимовича Одежкина.